# Paul Gordon
Paul Gordon (Newport, 1963 – Nashville, 18 de fevereiro de 2016) foi um músico cuja carreira se baseou em direção musical, gravações e composições para filmes e programas televisivos. Já gravou com artistas como Natasha Bedingfield, Danielle Brisebois, Charles and Eddie, The B-52's, The Devlins, Eran DD, Jeffrey Gaines, Goo Goo Dolls, John Gregory, Nona Hendryx, Carly Hennessy, The Juliet Dagger, Jill Jones, Chaka Kahn, Last Conservative, Lila McCann, Mandy Moore, Jenny Muldaur, New Radicals, Lisa Marie Presley, Trine Riene, Wild Orchid e David Yazbek.
Já compôs para filmes e programas televisivos como Wedding Bell Blues, Michael Jordan, An American Hero, Digimon, Transformers: Robots in Disguise, Power Rangers: Wild Force, Great Pretenders, Stripperella, Scary Movie 2, Arrested Development, Huff, Friends, Bridget Jones: The Edge of Reason, Fever Pitch e Aquamarine.